# Mawsoniidae
Mawsoniidae é uma família extinta de peixes celacantos pré-históricos que viveram durante os períodos Triássico ao Cretáceo. Os membros da família se distinguem de seu grupo irmão, os Latimeriidae (que contém os celacantos vivos do gênero Latimeria) pela presença de costelas ossificadas, textura rugosa grosseira no dermatocrânio e ossos da face, ausência do subopérculo e do espiracular. , e redução ou perda do processo descendente do supratemporal. Mawsoniídeos são conhecidos da América do Norte, Europa, América do Sul, África, Madagascar e Ásia. Ao contrário dos Latimeriidae, que são exclusivamente marinhos, os Mawsoniidae também eram nativos de ambientes de água doce e salobra.
Mawsoniideos representam entre os celacantos mais jovens conhecidos, com os restos mais jovens conhecidos do gênero de água doce Axelrodichthys da França e uma espécie marinha indeterminada do Marrocos sendo do estágio final do Cretáceo, o Maastrichtiano, aproximadamente equivalente em idade aos fósseis conhecidos mais jovens de latimeriídeos. Espécies de Mawsonia e Trachymetopon são conhecidas por terem ultrapassado 5 metros de comprimento, tornando-os entre os maiores peixes ósseos conhecidos que já existiram.

## Classificação
O cladograma a seguir é depois de Torino, Soto e Perea, 2021.
|  | Atacamaia           |
|  |                     |
|  | Luopingcoelacanthus |
|  |                     |

|  | Trachymetopon                                               |
|  |                                                             |
|  | Lualabaea                                                   |
|  |                                                             |
|  | \| \| Axelrodichthys \| \| \| \| \| \| Mawsonia \| \| \| \| |
|  |                                                             |
|  | Axelrodichthys                                              |
|  |                                                             |
|  | Mawsonia                                                    |
|  |                                                             |

|  | Axelrodichthys |
|  |                |
|  | Mawsonia       |
|  |                |

|  | Trachymetopon                                               |
|  |                                                             |
|  | Lualabaea                                                   |
|  |                                                             |
|  | \| \| Axelrodichthys \| \| \| \| \| \| Mawsonia \| \| \| \| |
|  |                                                             |
|  | Axelrodichthys                                              |
|  |                                                             |
|  | Mawsonia                                                    |
|  |                                                             |

|  | Axelrodichthys |
|  |                |
|  | Mawsonia       |
|  |                |

|  | Trachymetopon                                               |
|  |                                                             |
|  | Lualabaea                                                   |
|  |                                                             |
|  | \| \| Axelrodichthys \| \| \| \| \| \| Mawsonia \| \| \| \| |
|  |                                                             |
|  | Axelrodichthys                                              |
|  |                                                             |
|  | Mawsonia                                                    |
|  |                                                             |

|  | Axelrodichthys |
|  |                |
|  | Mawsonia       |
|  |                |

|  | Trachymetopon                                               |
|  |                                                             |
|  | Lualabaea                                                   |
|  |                                                             |
|  | \| \| Axelrodichthys \| \| \| \| \| \| Mawsonia \| \| \| \| |
|  |                                                             |
|  | Axelrodichthys                                              |
|  |                                                             |
|  | Mawsonia                                                    |
|  |                                                             |

|  | Axelrodichthys |
|  |                |
|  | Mawsonia       |
|  |                |

|  | Trachymetopon                                               |
|  |                                                             |
|  | Lualabaea                                                   |
|  |                                                             |
|  | \| \| Axelrodichthys \| \| \| \| \| \| Mawsonia \| \| \| \| |
|  |                                                             |
|  | Axelrodichthys                                              |
|  |                                                             |
|  | Mawsonia                                                    |
|  |                                                             |

|  | Axelrodichthys |
|  |                |
|  | Mawsonia       |
|  |                |

|  | Trachymetopon                                               |
|  |                                                             |
|  | Lualabaea                                                   |
|  |                                                             |
|  | \| \| Axelrodichthys \| \| \| \| \| \| Mawsonia \| \| \| \| |
|  |                                                             |
|  | Axelrodichthys                                              |
|  |                                                             |
|  | Mawsonia                                                    |
|  |                                                             |

|  | Axelrodichthys |
|  |                |
|  | Mawsonia       |
|  |                |

|  | Trachymetopon                                               |
|  |                                                             |
|  | Lualabaea                                                   |
|  |                                                             |
|  | \| \| Axelrodichthys \| \| \| \| \| \| Mawsonia \| \| \| \| |
|  |                                                             |
|  | Axelrodichthys                                              |
|  |                                                             |
|  | Mawsonia                                                    |
|  |                                                             |

|  | Axelrodichthys |
|  |                |
|  | Mawsonia       |
|  |                |

|  | Trachymetopon                                               |
|  |                                                             |
|  | Lualabaea                                                   |
|  |                                                             |
|  | \| \| Axelrodichthys \| \| \| \| \| \| Mawsonia \| \| \| \| |
|  |                                                             |
|  | Axelrodichthys                                              |
|  |                                                             |
|  | Mawsonia                                                    |
|  |                                                             |

|  | Axelrodichthys |
|  |                |
|  | Mawsonia       |
|  |                |